# Heilige Kaya-wouden van Mijikenda
De Heilige Kaya-wouden van Mijikenda zijn een aantal op beboste heuvels gebouwde versterkte dorpen, kaya's, van het Mijikenda-volk. De kaya's liggen verspreid langs 200 kilometer van de Keniaaanse kust. De Kaya-wouden werden in 2008 opgenomen in de werelderfgoedlijst van de UNESCO. 
De kaya's werden vanaf de 16e eeuw gebouwd door de Mijikenda, die in die tijd vanuit Somalië naar het zuiden migreerden. In de 20e eeuw raakten de kaya's in onbruik, maar ze worden nog steeds vereerd als de vergaarplaatsen van het spirituele geloof van de Mijikenda en als verblijfplaats van de voorouders. De Mijikenda-gemeenschap onderhoudt de inmiddels door ontbossing geïsoleerde bossen rondom de kaya's.  
Nationaal Park/natuurwoud Mount Kenya · Nationaal park van het Turkanameer · Oude stad Lamu · Heilige Kaya-wouden van Mijikenda · Systeem van Keniaanse meren in de Grote Riftvallei · Archeologische site Thimlich Ohinga · Historische stad en archeologische vindplaats Gedi